# Чола, Алекс
Александер Чола (англ. Alexander Chola; 6 июня 1956 или 2 июня 1956, ДР Конго — 27 апреля 1993, Либревиль) — замбийский футболист и тренер. В 1976 году признан замбийским футболистом года, он считается одним из величайших игроков Замбии в истории и вторым по результативности бомбардиром страны после Годфри Читалу. Он зарекомендовал себя в клубах «Муфулира Блэкпул» и «Пауэр Динамос», прежде чем стал тренером последнего и получил награду «Тренер года» в 1992 году. Погиб в авиакатастрофе у побережья Габона 27 апреля 1993 года.

## Клубная карьера
Чола родился в Лубумбаши, где его отец работал, и, как сообщается, он играл за местный клуб «Солбена». В подростковом возрасте переехать в Ндолу. После непродолжительного пребывания он уехал в Муфулиру и в 1974 году подписал контракт с командой второго дивизиона «Муфулира Блэкпул».

### «Муфулира Блэкпул»
Исключительные навыки Чолы были очевидны с раннего возраста, и он создал линию атаки с нападающими Джоном «Фусо» Ленгве, Ли Муленгой и играющим тренером Саймоном «Каоди» Кауши. «Блэкпул» выиграл продвижение в высшую лигу Замбии, а в апреле 1975 года завершил долгую беспроигрышную серию победных матчей «Грин Баффалоз». Это было первое поражение в лиге за более чем год для «Баффалоз», которые выиграли титул в 1974 году, не проиграв ни одной игры.
В июле того же года капитан «Блэкпула» Джон Бота был отстранен от игры на неопределенный срок за дискредитирующие заявления в прессе против Кауши, а Чола был назначен новым капитаном в возрасте 19 лет.
Во время своего пребывания в «Блэкпуле» Чола был интересен нескольким клубам. «Муфулира Уондерерс», «Рокана Юнайтед» и «Грин Баффалоз» в какой-то момент желали его подписать, но Блэкпулу удалось сохранить свой актив.
В случае с «Баффалоз» игрок передумал, когда ему сказали, что он должен вступить в добровольные ряды армии Замбии, потому что он хотел сохранить свой гражданский статус, и переход в «Уондерерс» не состоялся, поскольку считалось, что такой шаг испортил бы отношение между два клуба.
В 1976 году «Блэкпул» одержал упорную победу в финале Кубка независимости со счетом 4:3 над «Бутондо Вестерн Тайгерс» на стадионе «Даг Хаммаршельд» в Ндоле, при этом Чола забил два гола, один из которых был победным. Это был второй и последний трофей «Блэкпула» после победы в Кубке Чибуку в 1972 году. Несмотря на финиш в середине таблицы, Чола закончил сезон лучшим бомбардиром «Блэкпула» с 20 голами и был назван футболистом года Замбии.
В 1978 году «Блэкпул» уверенно стартовал, не проиграв в первых 8 играх сезона и возглавив таблицу. Они по-прежнему лидировали за четыре игры до конца, однако титул у них отняли «Уондерерс», занявшие первое место с преимуществом в одно очко, когда «Блэкпул» проиграл все три дела, находившиеся на рассмотрении дисциплинарного комитета Футбольной ассоциации Замбии (ФАЗ). В первом они потеряли очки в игре с «Ндола Юнайтед» на стадионе «Камучанга», когда мяч взорвался и замену не удалось найти, а ничья с «Ред Эрроуз» (2:2) была прервана, когда «Блэкпул» ушел с поля после того, как «Эрроуз» получил сомнительный пенальти. В третьем случае речь шла о бывшем игроке «Блэкпула», который выступал за «Кабве Юнайтед» и был в списках прошлого клуба, но ФАЗ вынес решение против команды «Муфулиры».
Чола долгое время вел команду, и фанаты задавались вопросом, как долго он останется на стадионе Джона Качофы. Удивительная работа ног, навыки жонглирования мячом и точные передачи Чолы, за которые он получил прозвища «Компьютер» и «Мастер дриблинга». Он вдохновил молодого Калушу Бвалию, который позже заметил: «Чола мог делать с мячом невероятные вещи. Жаль, что тогда не было видео».
После второго места в 1978 году «Блэкпул» с самого начала была вовлечена в борьбу за вылет и финишировал второй внизу, но был спасена от вылета, когда ФАЗ увеличил количество команд с 16 до 18.

### «Пауэр Дайнамоз»
В декабре 1979 года Чола и его семья исчезли из Муфулиры и, как сообщалось, оказались в Китве, шаг, который расстроил представителей «Блэкпула», которые чувствовали себя преданными и не знали, какой клуб украл их звезду, поскольку за ним охотилось так много клубов. Чола отрицал, что покинул «Блэкпул», и сказал, что он просто находился в отпуске в Муфулире, несмотря на то, что был замечен большой грузовик, перевозивший его домашние вещи из Муфулиры. «Я большой мальчик и футболист международного уровня. Когда я захочу покинуть «Блэкпул», я сообщу общественности о своих намерениях».
Вскоре выяснилось, что Чола получил работу в компании Copperbelt Power Company, спонсоре «Пауэр Дайнамоз», и это привело к тому, что «Блэкпул» забанил игрока на неопределенный срок «за выход из клуба», что лишило его возможности участвовать в международных матчах. Это побудило Чолу написать апелляционное письмо в ФАЗ, которое вынесло решение в его пользу и позволило ему переехать на стадион Артура Дэвиса. Он произвел мгновенное впечатление, забив дважды в своем дебютном полуфинальном матче Кубка Чемпионов 3 февраля 1980 года, победив «Грин Баффалоз» со счетом 2:0. Неделю спустя он забил третий гол в победном финале в Ндоле против «Муфулира Уондерерс» (3:0).
Позже в том же году «Динамо» обыграло «Баффало» со счетом 2:0 и выиграло Кубок Независимости, а Чола завершил сезон лучшим бомбардиром клуба. В следующем году «Динамо» сохранило за собой Кубок чемпионов и дебютировало в Кубке обладателей кубков Африки, но в четвертьфинале проиграло «Секонди Хасаакас» из Ганы. В 1982 году они выиграли Кубок Независимости в третий раз за 4 года, но в чемпионате заняли второе место после «Нкана Ред Дэвилс». «Динамо» дошёл до финала африканского Кубка обладателей кубков, проиграв там по сумме двух матчей египетскому клубу «Араб Контракторс» (4:0). Чола завершил сезон вторым бомбардиром в лиге Замбии, уступив своему товарища по клубу Питеру Каумбы.
Чола был в команде «Динамо», которая выиграла международный трофей Ротманс в Абиджане в мае 1983 года, где в финале сыграл вничью (0:0) с камерунским «Тоннере Яунде» и выиграл в серии послематчевых пенальти (5:4).
В июле 1983 года новый тренер сборной Замбии Веслав Грабовски описал Чолу и его товарища по команде «Динамо» Каумбу как игроков мирового класса с достаточным потенциалом, чтобы играть за любую команду первого дивизиона в Европе. Грабовски присоединился к легиону болельщиков, которые восхищались навыками Чолы, но отметил, что его товарищи по команде не понимали его четких и своевременных передач. Далее он сказал, что, хотя Чоле не хватало скорости, он был умным игроком и умел читать игру. По итогам сезона он снова занял второе место в таблице бомбардиров после Ашлиуса Мелу. В декабре Чола и Каумба подписали трехлетние профессиональные контракты с «Африка Спорт» из Кот-д’Ивуара. Однако они вернулись домой в июле 1984 года, потому что крупный спонсор ивуарийского клуба отказался от участия. Дуэт вернулся и помог «Динамо» стать впервые в истории национальным чемпионом.
В августе следующего года «Динамо» проиграло матч первого раунда Кубка вызова команде первого дивизиона «Сити оф Лусака» со счетом 0:3, в результате чего тренер Фредди Мвила был отстранен от игры на фоне сообщений о разногласиях сигроками, которые были недовольны его отношением к ним. Он выделил Чолу в качестве возможного кандидата на свою должность, и Чола стал играющим тренером, хотя «Динамо» упустил титул «Нкане» с разницей в одно очко. Они также проиграли «Уондерерс» трофей «Чемпион чемпионов». Однако игроки заявили, что очень довольны методами тренировок Чолы. Младший брат Чолы, Паскаль Кунда, играл на позиции полузащитника за «Ндола Юнайтед» и присоединился к «Пауэр Динамос» в 1985 году.
В конце сезона Чола закончил карьеру футболиста и сосредоточился на тренерской работе. Тем не менее, он предпринял попытку камбэка в ноябре 1987 года в финале Кубка Независимости против «Кабве Уорриорз» в Лусаке. Он приложил руку к первому голу «Динамо», забитому Пирсоном Мванзой, но случилась трагедия, когда его унесли с поля с переломом большеберцовой кости левой ноги на 28-й минуте после удара Уайтсона Чангве из «Уорриорз». «Динамо» проиграло в финале со счетом 2:3, и это оказалась последняя игра, в которой он когда-либо играл. Матч также запомнился 63-минутным первым таймом. Чола назвал этот инцидент неудачным и непреднамеренным.

## Карьера за сборную
В сентябре 1974 года Чола впервые надел национальные цвета, сыграв за Замбию Б в матче против бразильского клуба «Операрио» в Лусаке. Дебют за национальную сборную Замбии состоялся 14 апреля 1975 года в матче квалификации на Кубок африканских наций против сборной Малави (3:3).
Чола сыграл главную роль в квалификационном этапе Олимпийских игр 1976 года, забив 6 голов, и Замбия прошла квалификацию в финальный этап в Монреале. Однако Замбия отказалась от участия по политическим причинам, поэтому Чоле пришлось ждать еще 4 года, чтобы сделать свой олимпийский дебют. Между тем он выступал за Замбию на Кубке африканских наций 1978 года, где Замбии не удалось выйти из группы, в которую входили Гана и Нигерия. В 1980 году Замбия проиграла Египту со счетом 6:2 по сумме двух матчей, который впоследствии отказался от участия в знак протеста против вторжения Израиля в Палестину, поэтому их место заняла Замбия. Он сыграл два матча на московской Олимпиаде в 1980 году, но Замбия вылетела из группового этапа.
В ноябре 1981 года Чола был среди 8 игроков национальной сборной, получивших травмы, когда автобус, в котором они ехали, врезался в дерево в 15 км от Чинголы по пути с тренировочного матча в Чилилабомбве. Чола получил травмы голени и колена и выбыл из строя на месяц, но был в достаточной форме для участия в Кубке африканских наций 1982 в Ливии.
В Кубке африканских наций 1982 года в Ливии Замбия дошла до полуфинала, но проиграла хозяевам со счетом 1:2. В следующем году Замбия играла с Суданом в Хартуме в отборочном матче КАН и проиграла со счётом 1:2, оставив им елинственный шанс выйти в следующий раунд - выиграть с разницей в один гол. Несмотря на постоянное давление в ответном матче в Ндоле, им удалось добиться лишь нулевой ничьи, при этом Чола не реализовал пенальти на 55-й минуте, за что подвергся резкой критике со стороны болельщиков.
Позже в том же году сыграл главную роль, когда Замбия обыграла Египет со счетом 1:0 в первом матче отборочного турнира Олимпийских игр, а Питер Каумба забил головой со штрафного. Замбия проиграла ответный матч со счетом 0:2 и вылетела, а игра эта стала для Чолы последним за почти два года.
В августе 1985 года замбийский тренер Брайтвелл Банда, вернул Чолу в распоряжении сборной, который к тому времени был играющим тренером в клубе «Пауэр Дайнамоз», в двухматчевом квалификационном раунде против Нигерии. Он вернулся, когда Замбия сыграла вничью с «орлами» 0–0 в Лагосе, и помог Замбии победить в ответном матче со счётом 1:0.
После очередного выступления в товарищеском матче против Ботсваны Чола отправился с командой Замбии в Зимбабве, чтобы защищать свой Кубок КЕСАФА. Ничья (2:2) с хозяевами и поражение от Уганды (0:3) поставили крест на шансах Замбии. Чола участвовал в обеих играх, но был заменен в обеих играх, и впоследствии тренер сообщил, что он страдал от болезни. Это оказалась его последняя игра за Замбию. Он сыграл 100 матчей (включая 12 матчей, связанных с Олимпийскими играми) и забил 43 гола, что сделало его одним из самых результативных игроков Замбии, уступающим по результативности только Годфри Читалу.
В 2006 году КАФ включил его в число 200 лучших африканских футболистов за последние 50 лет.

## Тренерская карьера
Чола начал заниматься тренерской деятельностью еще в 1976 году, тренируя молодежь в клубе общественного центра Бусеко в качестве тренера команды до 14, в которой участвовала Калуша Бваля.
В апреле 1983 года тренер «Дайнамоз» Фредди Мвила рассказал о некоторых игроках основного состава, принуждающих младших коллег в тщетной попытке вытеснить его с его позиции. «Звезда хороша настолько, насколько хороша его последняя игра. В конце концов, мне платят за то, что я кричу на них, потому что это моя работа» — сказал он.
В августе 1985 года «Динамо» проиграло матч первого раунда Кубка вызова команде первого дивизиона «Сити оф Лусака» со счетом 0:3, что расстроило Мвилу, который предположил, что «смена тренера может внести некоторую искру в команду, потому что он, возможно, говорил им все то же самое». Он выделил Чолу как возможного кандидата на свою должность. Он ушел в отставку, и его место занял Чола, хотя «Динамо» уступило титул заклятым соперникам «Нкана Ред Дьяволс», а трофей «Чемпион чемпионов» - «Уондерерс». Однако игроки заявили, что они очень довольны методами тренировок Чолы.
Через пять лет после ухода из «Дайнамоз» Мвила сенсационно вернулся в качестве тренера на фоне сообщений о том, что некоторые игроки бойкотировали тренировки. Услышав эту новость, Чола был назначен помощником тренера, а шотландец Джим Боун - техническим консультантом. Переименованный в «Пауэр 90», «Дайнамоз» выиграло три трофея в 1990 году.
В следующем году «Дайнамоз» добилось крупного успеха, обыграв нигерийскую команду «Бенуэ Цемент Компани Лайонс» со счетом 5:4 по сумме двух матчей и выиграв Кубок обладателей кубков Африки, стала единственной замбийской командой, добившейся этого успеха на сегодняшний день. «Дайнамоз» также выиграл национальный чемпионат, сделав исторический дубль.
В том же году Чола посетил тренерские курсы в Германии, где ему был присвоен диплом тренера повышенной квалификации. В следующем сезоне он вновь взял на себя тренерские обязанности после ухода Боне, а Мвила и «Дайнамоз» приступили к защите своего чемпионства Кубка обладателей кубков. После победы над «Мочуди Центр Чифс» из Ботсваны во втором раунде игроки «Динамо» настаивали на повышении надбавок и бойкотировали поездку в Бурунди, что привело к тому, что руководство отстранило всю команду на оставшуюся часть сезона, за исключением вратаря Мартина Мвамбы, защитника Уэбби Чилуфьи и полузащитника Аггри Чиянги.
Поэтому Чоле пришлось довольствоваться командой, состоящей из молодых игроков из резервной команды. «Дайнамоз» заняло пятое место и проиграло всего восемь игр чемпионата. Чола был удостоен награды «Тренер года» в сезоне 1992 года.
После поражения Замбии от Мадагаскара в отборочном матче чемпионата мира в Антананариву в декабре 1992 года тренер Самуэль Ндхлову был уволен, а Годфри Читалу был назначен тренером национальной сборной, а Чола - его помощником. Эти двое собрали команду, которая должна была хорошо выступить в квалификационных матчах на ЧМ 1994, но по пути в Сенегал команда попала в ужасную авиакатастрофу у побережья Габона.

## Смерть
27 апреля 1993 года сборная Замбии отправилась в Сенегал на первую квалификационную игру чемпионата мира 1994 года. Транспортным средством группы был самолет ВВС Замбии. После дозаправки в Либревиле (Габон) у самолета возникли проблемы, и он упал в море. В результате аварии погибли тридцать человек на борту, в том числе Майкл Мвапе, президент ФАЗ, Чола, Читалу и восемнадцать игроков.
У Чолы остались жена Моника и пятеро детей. Дорога Алекса Чола в Лусаке названа в его честь.

## Достижения

### Клубные
- Чемпион Замбии: 1984
- Обладатель Кубка Замбии (Кубок Независимости): 1976, 1980, 1982

### Международные
- Бронзовый призёр Кубка африканских наций: 1982

### Индивидуальные
- Футболист года Замбии: 1976
- Тренер года Замбии: 1992